# 长臂鱵
长臂鱵（学名：Euleptorhamphus viridis），又名長鱵、長吻鱵、補網師、水針，为鱵科长臂鱵属的鱼类。分布于东到夏威夷群岛、南到澳大利亚、北到日本南部、西到非洲东、南岸以及台湾到西沙群岛等海域等，属于近海暖水性鱼类。其一般栖息于中上层水域。该物种的模式产地在印度。
其种加词“viridis”意为“绿色的”。